# Doc Pomus
Doc Pomus, pseudonimo di Jerome Solon Felder (Brooklyn, 27 giugno 1925 – Manhattan, 14 marzo 1991), è stato un cantante e cantautore statunitense, considerato uno dei più apprezzati cantanti bianchi di blues degli anni quaranta e successivamente diventato uno dei più importanti autori di canzoni della musica popolare americana.

## Biografia
È conosciuto per aver scritto i testi, con le musiche spesso composte dal pianista Mort Shuman, di molti brani di successo, sia di genere pop come Save the Last Dance for Me, This Magic Moment, Sweets for My Sweet e altri, scritti per Elvis Presley, come Viva Las Vegas, Little Sister e (Marie's the Name) His Latest Flame.
È stato introdotto nella Rock and Roll Hall of Fame come non-performer nel 1992, nella Songwriters Hall of Fame e nella Blues Hall of Fame nel 2012.